# 폴차네

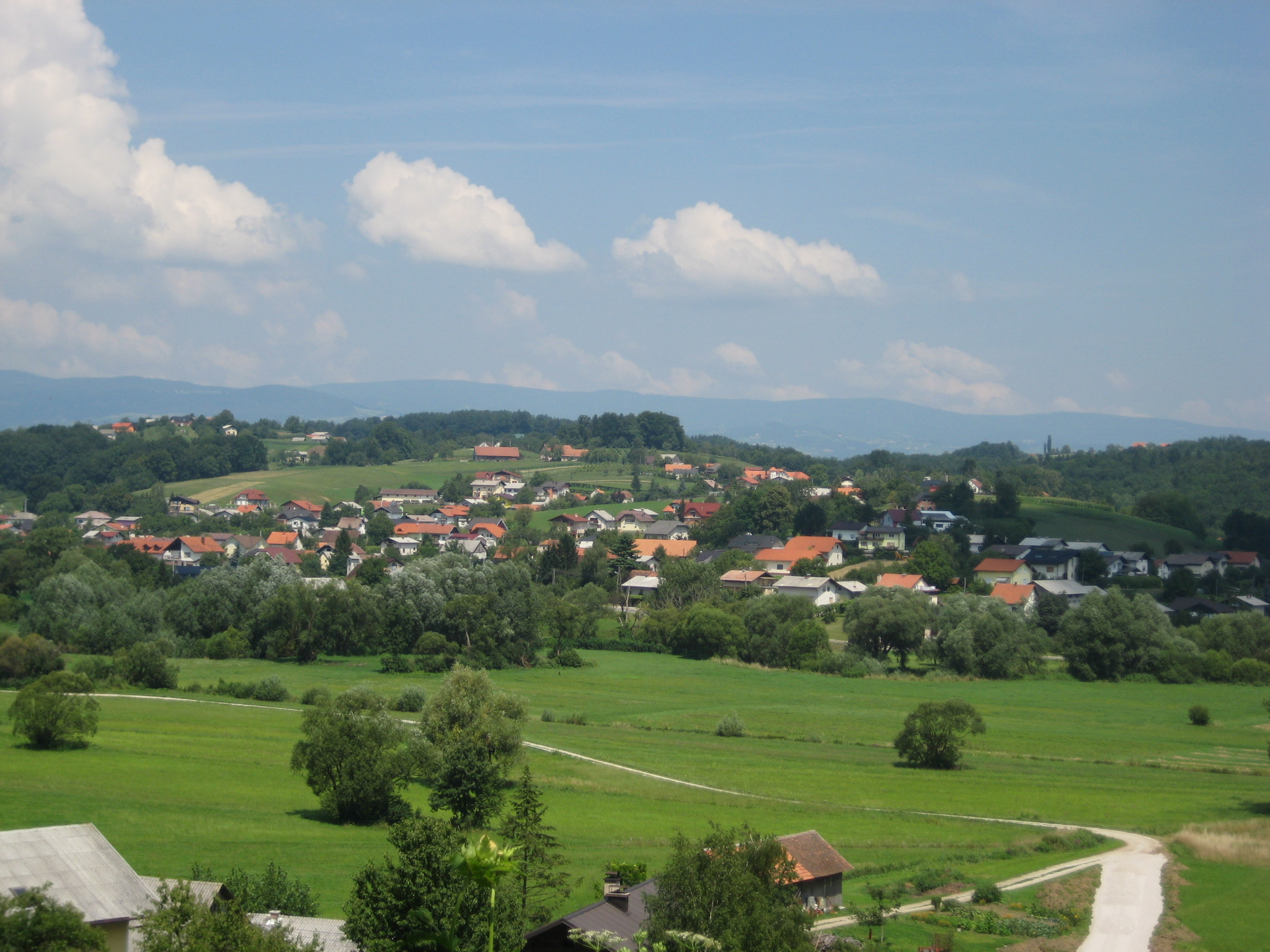
폴차네

폴차네의 위치

폴차네(슬로베니아어: Poljčane, 독일어: Pöltschach 푈차흐[*])는 슬로베니아의 도시로 면적은 37.5km2, 인구는 4,372명(2002년 기준), 인구 밀도는 116.6명/km2이다.